# Cú đại bàng Verreaux
Cú đại bàng Verreaux (Bubo lacteus), cũng được gọi là Cú đại bàng sữa hoặc Cú đại bàng lớn là một thành viên trong Họ Cú mèo và là loài cú châu Phi lớn nhất. Loài này cũng là loài cú có cân nặng thứ ba trên thế giới, sau Dù dì Blakiston và Cú đại bàng Á Âu và là loài cú dài thứ tư, sau hai loài kể trên và Hù xám lớn.
Tên gọi của nó nhằm kỷ niệm nhà tự nhiên học người Pháp Jules Verreaux.

## Miêu tả
Cú đại bàng Verreaux loài cú rất lớn và mạnh mẽ. Con trống và con mái có vẻ bề ngoài tương tự nhau, tuy rằng con mái có kích thước lớn hơn và nặng hơn. Mặt dạng đĩa màu trắng xỉn, với viền đen bao quanh. Túm lông tai điển hình ngắn và bù xù. Mắt màu nâu sẫm, phía trên mi mắt màu hồng, lông mi màu vàng nâu. Da gốc mỏ màu xám xanh, mỏ màu kem nhạt, gốc mỏ màu xám Lông xung quanh mỏ hơi sẫm hơn. Phần trên lưng màu nâu xám nhạt, ngả màu sữa, với những đường vân mịn màu trắng, và một loạt đốm trắng ở vai. Phần dưới bụng màu nâu xám nhạt hơn, với những đường vân rất mịn, dày đặc. Cổ họng trắng, nổi bật khi kêu. Ngón chân mạnh mẽ, màu xám sừng, phủ lông một phần. Móng vuốt màu nâu sẫm, đầu vuốt màu đen. Con non hoàn toàn bao phủ bởi lớp lông màu trắng kem.
Chiều dài của Cú đại bàng Verreaux trong khoảng 60–66 cm. với sải cánh trung bình dài 140 cm. Trọng lượng cơ thể con trống là 1,600-2,000 g, với trung bình 1.700 g, trong khi trọng lượng cơ thể của con mái là 2,500-3,150 g, trung bình là 2,625 g. Các số đo tiêu chuẩn: cánh, con trống 42–48 cm, con mái 45–49 cm, đuôi con trống 22-27,5 cm, con mái 23–27 cm và xương cổ chân là 8 cm.

## Phân bố và môi trường sống
Cú đại bàng Verreaux được tìm thấy trên nhiều vùng hạ Sahara châu Phi, mặc dù nó không có mặt tại sa mạc Namib và hầu hết các khu rừng nhiệt đới ẩm châu Phi. Chúng có mật độ cao nhất ở miền đông và miền nam châu Phi. Chúng sinh sống chủ yếu ở vùng bán sa mạc hoặc xavan khô với cây cối thưa thớt và thảm thực vật gai góc. Chúng cũng tới vùng rừng ven sông tiếp giáp với hoang mạc và các vùng cây cối nhỏ, nửa trống trải được bao quanh bởi vùng đất trống trải, mặc dù chúng không thích môi trường sống có nhiều cây cối. Họ có thể sinh sống ở nhiều độ cao, từ mực nước biển đến 3.000 m.

## Lối sống
Cú đại bàng Verreaux là loài chim ăn đêm và ngủ trên cây vào ban ngày trên những cành ngang của cây cổ thụ cao. Cặp chim bố mẹ và con cái của chúng thường xuyên đậu cùng nhau và có thể tham gia vào các giao tiếp lẫn nhau trong thời gian này.
Cú đại bàng Verreaux được coi là một động vật ăn thịt đỉnh, có nghĩa là nó là nằm ở gần đầu của chuỗi thức ăn và cá thể trưởng thành khỏe mạnh không có kẻ thù tự nhiên. Chúng săn chủ yếu vào buổi tối mặc dù cũng quan sát thấy chúng tấn công con mồi vào ban ngày. Khi đi săn, những con cú này thường bay đến một cành cây khác với cành cây mà chúng ngủ ban ngày. Chúng chủ yếu săn bằng cách lao xuống con mồi từ một cành cây.
Cú hoàn toàn trưởng thành săn một loạt các con mồi, trong đó động vật có vú kích thước trung bình và các loài chim lớn là những con mồi được ưa thích. Con mồi là động vật có vú thông thường bao gồm khỉ nhỏ, chuột thỏ, thỏ rừng, cầy genet, thỏ đá, cầy mangut, sóc đất, dơi ăn quả và các loài chuột khác nhau. Chúng là một trong số rất ít các loài chim xem Nhím gai như con mồi. Khi nhím gai bị bắt, giống như Cú đại bàng Á Âu, lớp da có gai nhọn trên lưng được bóc và bỏ đi.
Con mồi là các loài chim có thể có kích thước từ chim sâu (chim thợ dệt và chim mỏ sáp) đến diệc lớn và Ô tác, bao gồm cả gà francolins, gà Phi, vịt, và con non của cac loài kền kền, đại bàng, chim mỏ sừng.... Con mồi khác tương đối đa dạng, bao gồm các loài bò sát, ếch, cá và các động vật chân đốt bao gồm cả côn trùng, rết, bọ cạp và nhện. Chúng cũng ăn cả các loài côn trùng bay.
Cú đại bàng Verreaux đã được ghi nhận khi bay mang theo một con cầy mangut nặng hơn 1,8 kg hay thậm chí đã giếp và quắp theo một con khỉ vervet sắp trưởng thành lớn hơn. Nhiều con mồi rất lớn, chẳng hạn như lợn con và Ô tác, có thể là quá nặng đối với các con cú psăn mồi và, trong trường hợp này, sẽ bị bỏ lại tại khu vực bị giết và cả hai con cú trong một cặp sẽ quay trở lại và ăn nhiều lần.
Thỉnh thoảng, Cú đại bàng Verreaux săn bằng cách bay thấp hơn một bụi cây rồi bất ngờ bắt con mồi trong tán lá rậm rạp như vượn cáo galago hoặc một con mồi sống trên cây khác. Chúng đôi khi cũng chạy sau khi con mồi trên mặt đất hoặc lội vào vùng nước nông để bắt cá. Khi ở gần thành phố, con mồi của chúng có thể bao gồm các sinh vật đô thị phổ biến như chuột và chim bồ câu. Mặc dù chúng sinh sống chồng chéo trong cùng phạm vi với một số loài chim ăn thịt, bao gồm cả các loài đại bàng lớn hơn như Đại bàng vương miện, đại bàng martial và đại bàng Verreaux, chúng hiếm khi tiếp xúc và cạnh tranh với nhau do khác nhau về thời gian hoạt động. Tuy nhiên, các loài cú khác, bao gồm cả loài Dù dì Pel rất lớn, cũng là con mồi tiềm năng của cú đại bàng Verreaux.

## Sinh sản
Mùa sinh sản của cú đại bàng Verreaux diễn ra từ tháng Ba đến tháng Chín. Mỗi cặp vợ chồng bảo vệ lãnh thổ của mình bằng tiếng kêu của chúng và đôi khi (mặc dù hiếm khi) là song ca. Thường thì việc sinh sản xảy ra hàng năm, nhưng khi mật độ thức ăn giảm, có thể diễn ra mỗi 2 hoặc 3 năm một lần. Chúng sử dụng một loạt các nơi khác nhau để làm tổ, bao gồm tổ của nhiều loài chim khác để lại. Nó thỉnh thoảng cũng làm tổ trên cac hốc cây hoặc trên đám dây leo hoặc phong lan. Con mái đẻ hai quả trứng màu trắng, kích thước 62,6 mm × 51,4 mm và cân nặng 93-101,6 g, trong khoảng thời gian đến 7 ngày. Thời gian ấp trứng 33-39 ngày. Con mái ở lại trong tổ trong toàn bộ thời gian ấp trứng trong khi con trống đi săn và cung cấp thức ăn cho cả hai.
Sau khi nở, chim non nặng 60-70 g và gần như đã có mí mắt màu hồng rõ ràng. Trứng đầu tiên nở là con đầu tiên được cho ăn, và nếu thực phẩm không đủ, con thứ hai thường bị bỏ đói đến chết. Nếu thức ăn dồi dào, cả hai con cú nhỏ sẽ được cho ăn và có thể tồn tại. Con mái ấp chim non tiếp tục trong 20 ngày. Động vật xâm nhập quá gần với tổ sẽ bị tấn công. Con non sẵn sàng rời khỏi tổ khoảng 63 ngày tuổi nhưng chỉ bay được khoảng 2 tuần sau đó. Các chim non được ẩn nấp và không hoạt động khoảng 3 tháng,và chỉ bắt đầu bắt mồi vào khoảng 5 tháng tuổi. Một số con non có thể ở lại với chim bố mẹ cho đến 2 năm. Tuổi thành thục sinh dục đạt được ở mức 3-4 tuổi. Có rất ít dữ liệu về tuổi thọ ở chim trưởng thành hoang dã, mặc dù những cá thể bị giam cầm đã sống tới 15 năm.

## Tình trạng
Cú đại bàng Verreaux là một loài hiếm gặp, do mật độ thấp và nhu cầu lãnh thổ lớn cho mục đích săn mồi và sinh sản. Đôi khi chúng trở nên hiếm tại một số nơi do bị xua đuổi, bức hại (do là chúng có thể ăn thịt các thú nuôi nhỏ, mặc dù điều này là hiếm) và những ảnh hưởng của thuốc trừ sâu (chất độc tiêu thụ thông qua con mồi có thể bị ảnh hưởng chúng). Tuy nhiên, chúng là phổ biến rộng rãi và hiện không được coi là bị đe dọa ở mức độ loài.

## Hình ảnh

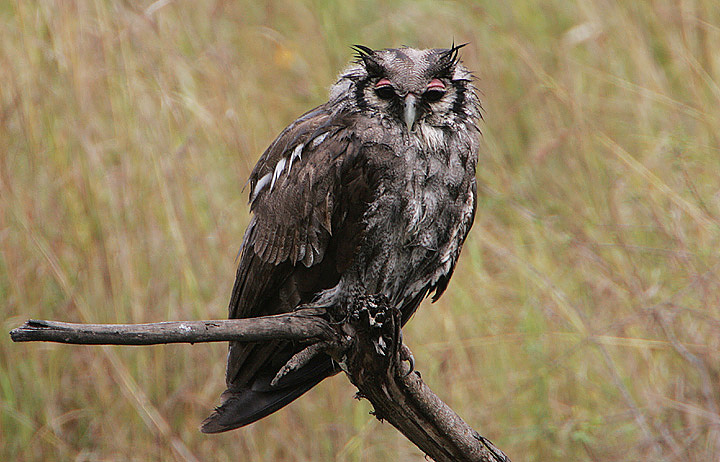
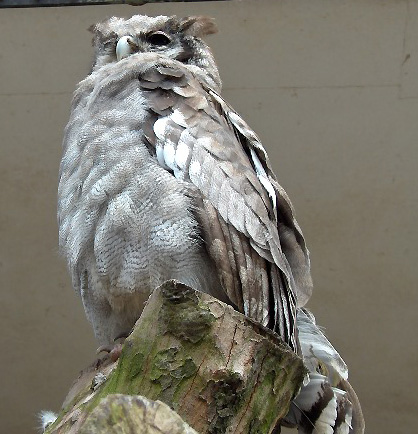
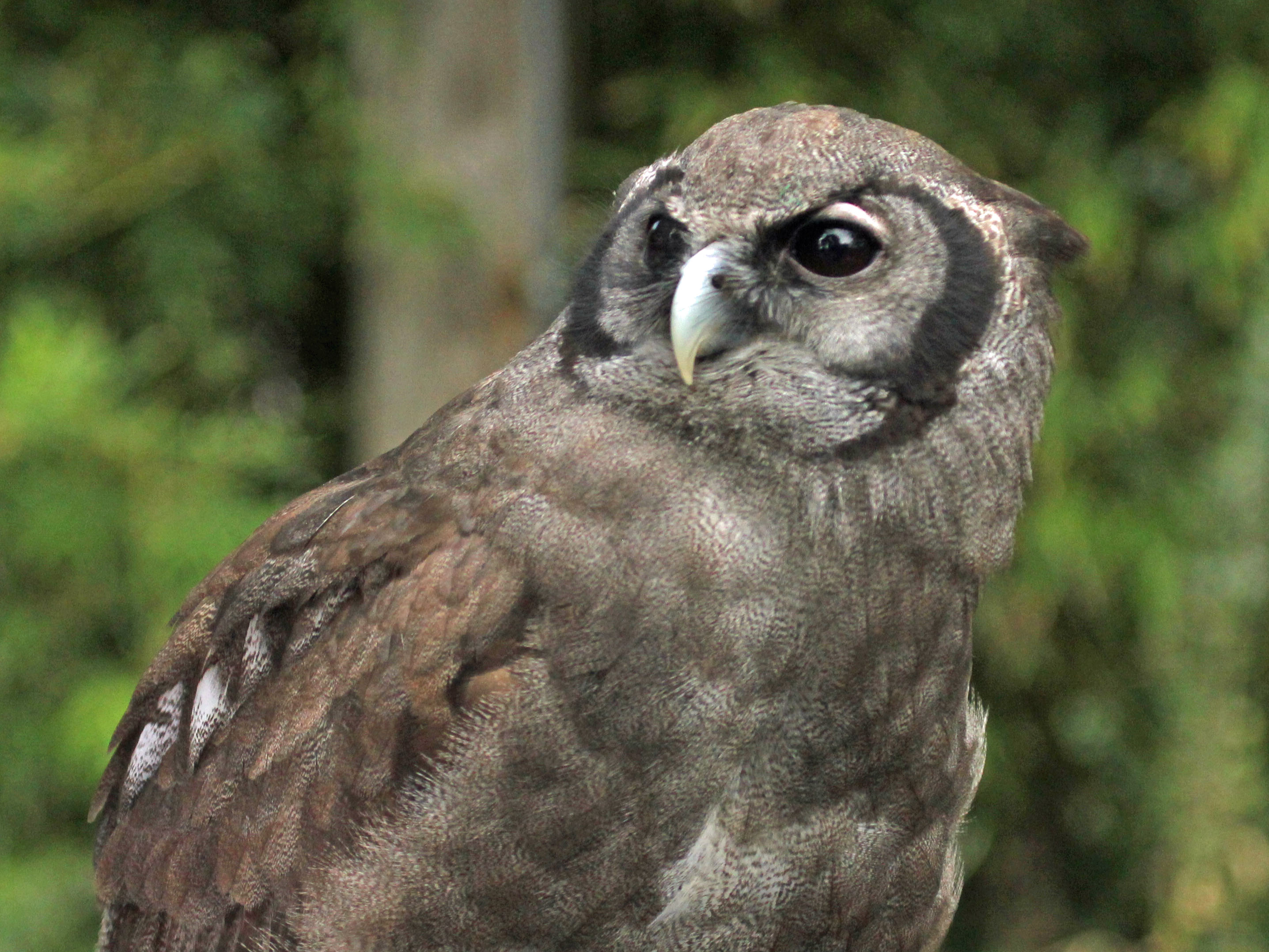
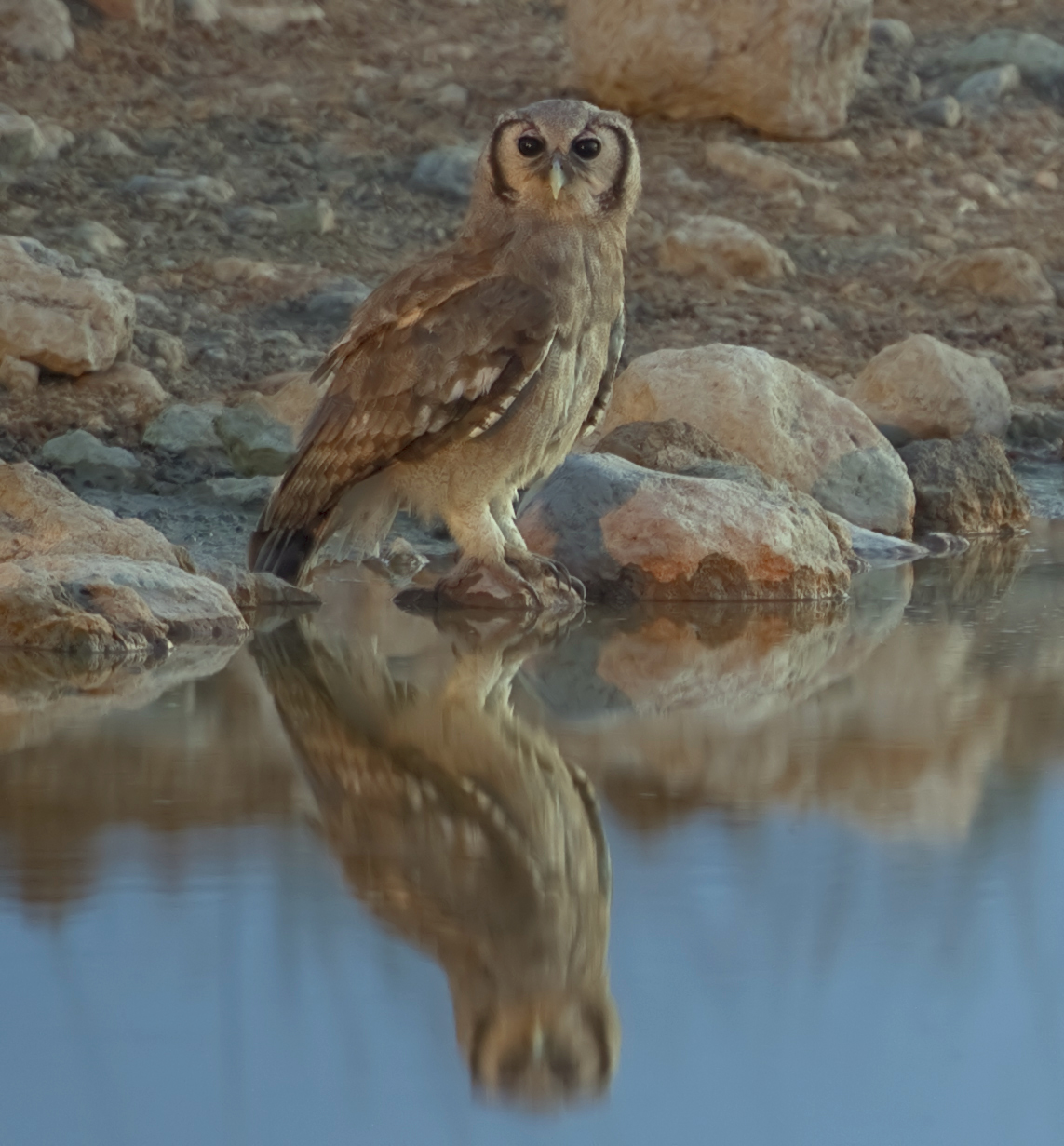
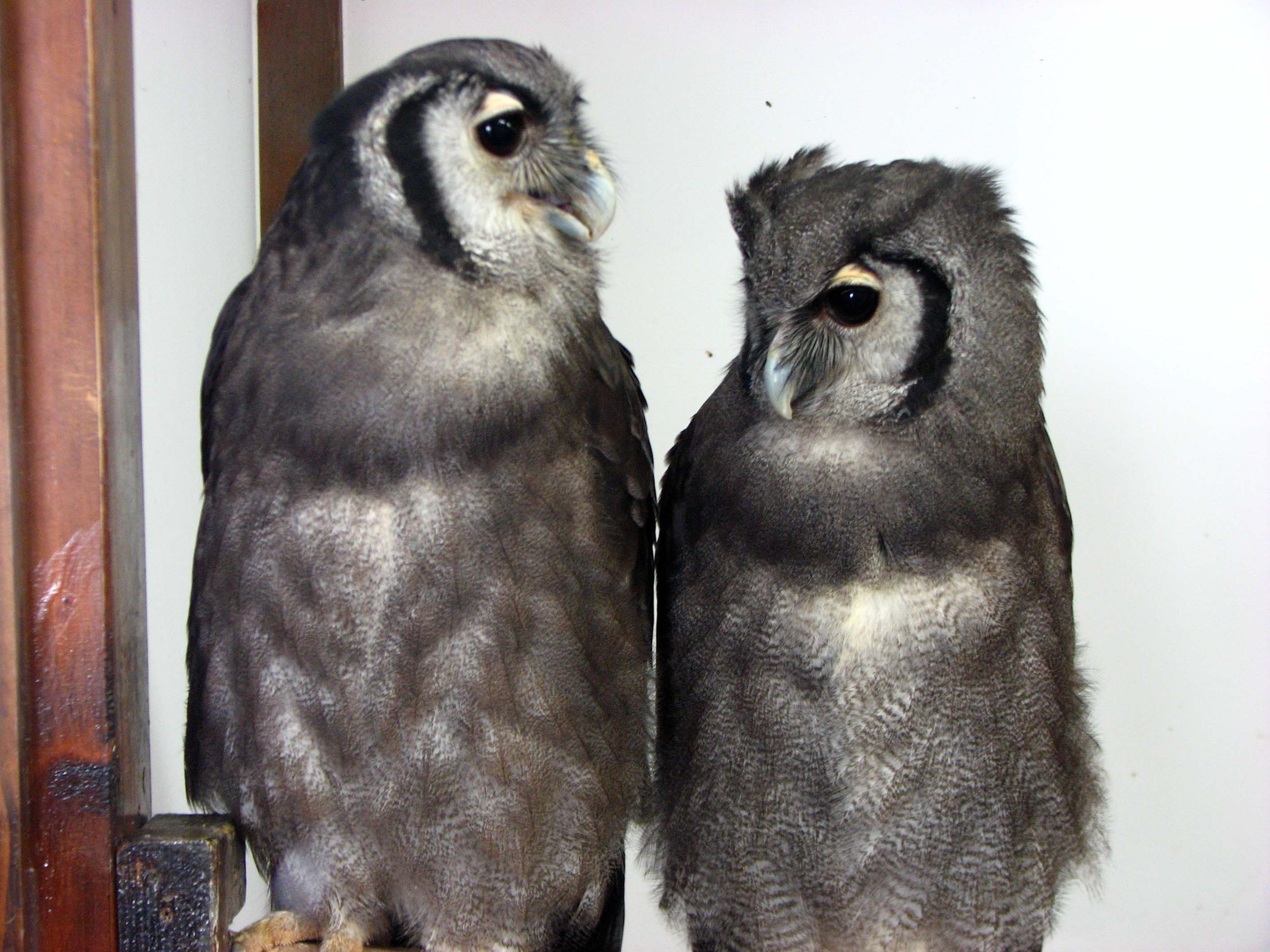
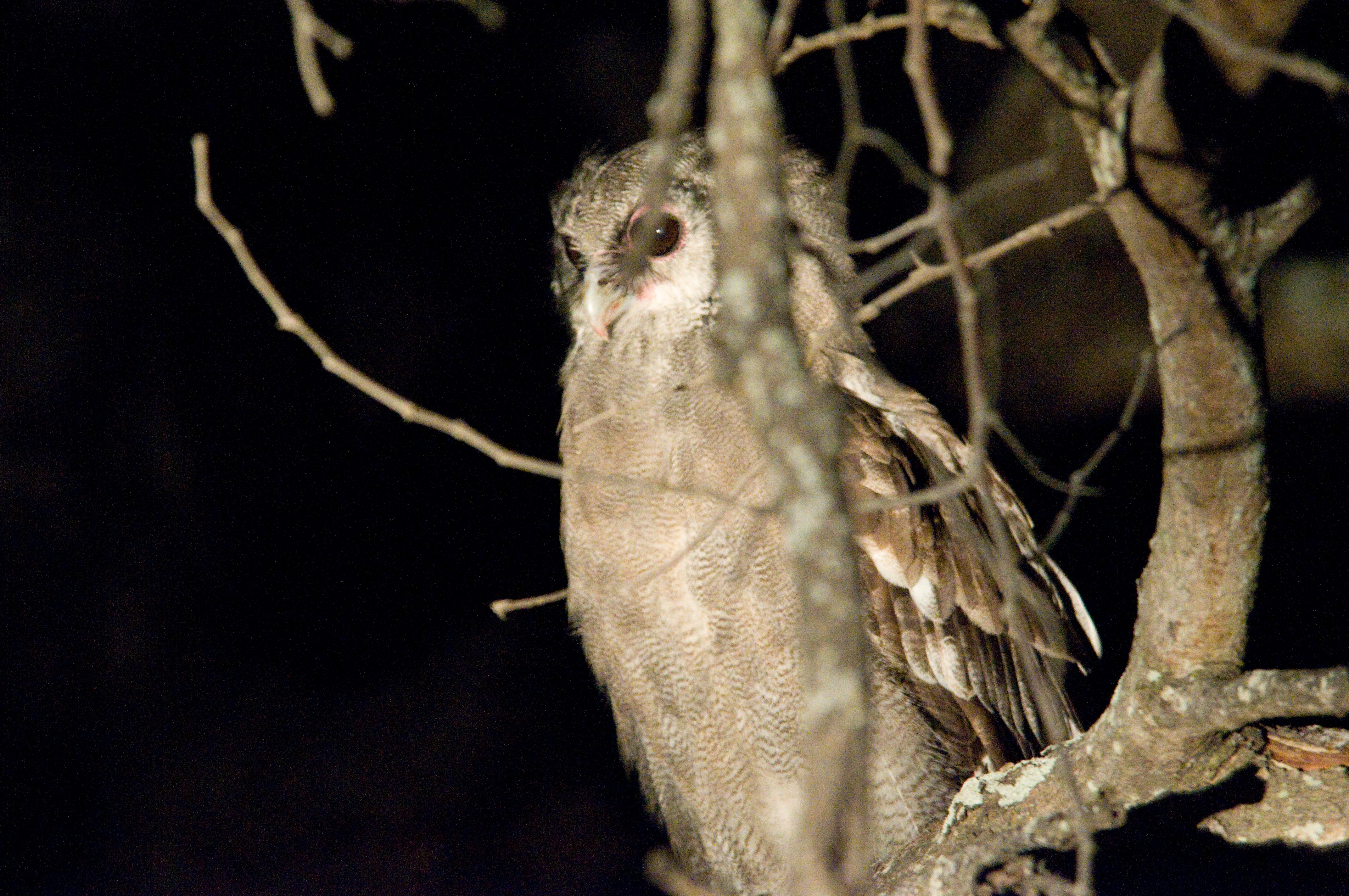
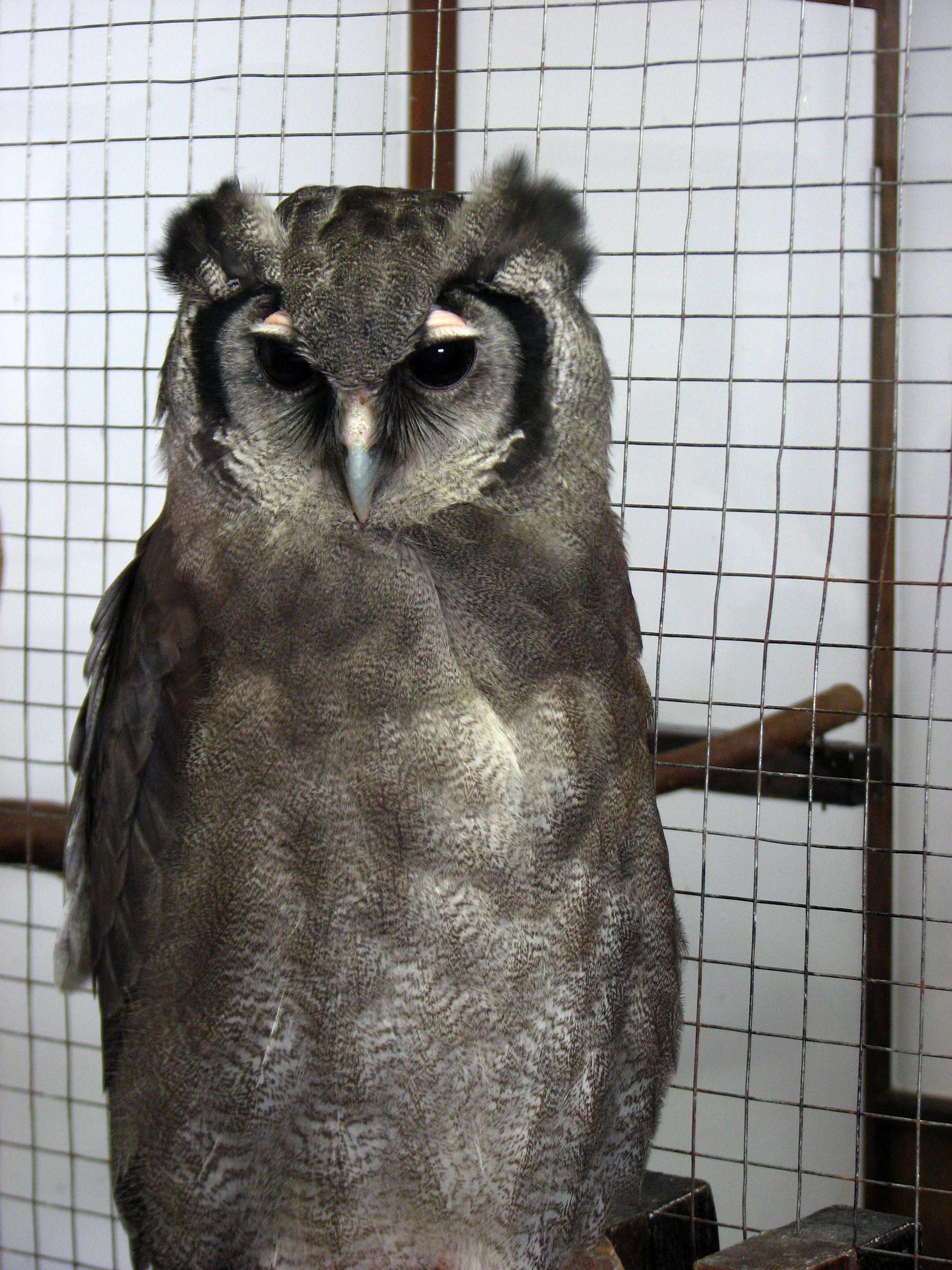